# 望基湖停车场
望基湖停車場是深圳地鐵2號綫東延段一部分（以8號綫名義建造）的停車場。停車場位於深圳市鹽田區蕉窩深圳外國語學校高中部附近山谷（前望基湖水庫），靠近梧桐山風景區，佔地近18萬平方米，建築面積為65465平方米（約60多萬平方尺），於2019年1月23日封頂，於2020年6月10日驗收，採用混凝土密封結構，上蓋預留作興建公園之用。此車廠及出入線隧道由中國鐵建轄下中鐵十四局及中土工程承建，合約編號為8133，造價為11億元人民幣。
此廠為2號綫的第二座停車場，用以停泊列車，以及為列車進行簡單保養工作。
此車廠以一條全長2.8公里的U型出入線隧道連同三角線，與盐田港西站及深外高中站連接（而鹽田港站一端隧道較長），採用鑽爆方式在劣質岩層內興建（入口則採用明挖回填），已於2017年尾貫通。另外，正線隧道會穿越車廠地底，連接附近的深外高中站。而由於出入線採上述設計，因此現時部分2號線列車行走時，會出現「雙車頭」的情況（東行列車以2XX6/8XX6車廂為首，而非以往的2XX1/8XX1車廂，反之亦然）。

## 設施
此廠將設有14條存車線及3條簡易保養線，為2號線列車提供存放及簡單保養空間。在停車場東南面，另設有一條試車線隧道，供列車發車前進行測試。而在咽喉區（進廠軌道）連接試車線處，則設一座洗車機大樓，為準備發車的列車進行簡單清洗。此外，在停車場東端地底，設有一座蓄洪池。

## 工業意外
2017年4月19日下午2時42分，望基湖停車場地盤東面地下蓄洪池樓板鋼筋架連同工作台倒塌，造成1死3傷（其中一名工人送院後不治）。事後，中國鐵建在深圳所有工程一律被勒令停工三日，並被深圳市住建局列入承建商「紅色警示」名單三個月，另有一名外判商項目經理在此事件涉嫌觸犯「重大事故責任罪」被捕。